# Винник Петро Федорович
Петро Федорович Винник (нар. 1917 — пом. 18 квітня 1944) — старшина РСЧА часів Другої світової війни, старшина роти 509-го стрілецького полку 236-ї стрілецької дивізії, 46-ї армії Герой Радянського Союзу (1944).

## Життєпис
Народився 1917 року у селі Танюшівка Новопсковського району Луганської області в селянській родині. Росіянин. Отримав середню освіту. До Радянської армії призваний у 1939 році Ворошиловградським РВК Ворошиловградської області.

## Друга світова війна
З червня 1941 року учасних боїв з німецькими військами. Воював на Південному, Південно-Західному Степовому та 3-му Українському фронтах. Брав участь у Донбаській стратегічній операції, після якої підрозділи 236-ї стрілецької дивізії вийшли до Дніпра. У кінці вересня 1943 року старшина Винник П. Ф. особливо відзначився при форсуванні Дніпра у районі села Сошинівка Верхньодніпровського району Дніпропетровської області та в боях за утримання та розширення плацдарму на його правому березі.
У подальшому брав участь у Нікопольсько-Криворізькій, Березнегувато-Снігурівській та Одеській наступальних операціях. Під час проведення останньої був тяжко поранений та 18 квітня 1944 року помер від отриманих поранень. Похований у с. Кучурган Роздільнянського району Одеської області.

## Нагороди
Указом Президії Верховної Ради СРСР від 22 лютого 1944 року за зразкове виконання бойових завдань командування та проявлені при цьому мужність та героїзм, старшині Виннику Петру Федоровичу надано звання Герой Радянського Союзу.
Також нагороджений Орденом Леніна та Орденом Червоної зірки .